# Sydoniusz
Sydoniusz – imię męskie pochodzenia gr. – łacińskiego, pochodzące od nazwy fenickiego miasta Sydon, co oznacza ‘człowieka z Sydonu’, ‘sydończyka’. Patronem tego imienia jest św. Sydoniusz Apolinary.
Uważano niekiedy, że czeskie imię Zdeněk jest odpowiednikiem Sydoniusza, niemniej rozpowszechnienie tego pierwszego imienia już w XII–XIII w. i względna rzadkość Sydoniusza powodują, że należy zakładać, iż imion tych nie łączy ze sobą związek.
Żeńskim odpowiednikiem jest Sydonia.
Sydoniusz imieniny obchodzi 6 czerwca, 23 czerwca.